# إسماعيل يس في الأسطول (فلم)
إسماعيل يس في الأسطول هو فيلم مصري عرض عام 1957، بطولة إسماعيل ياسين وزهرة العلا وأحمد رمزي وعبد المنعم إبراهيم ومن إخراج فطين عبد الوهاب.

## قصة الفيلم
تدور أحداث الفيلم حول شاب يقع في حب ابنة عمه ولكن والدتها ترفض هذا الحب والزواج، وتحاول أن تزوجها لرجل كبير في السن وثري، لتطلب البنت من ابن عمها التطوع في الأسطول، كي يساعد هذا في التعجيل بالزواج، وتتوالى الأحداث.

## طاقم التمثيل
- إسماعيل ياسين: (رجب)
- زهرة العلا: (نادية)
- أحمد رمزي: (منير)
- عبد المنعم إبراهيم: (عبد البر عبد الواحد)
- محمود المليجي: (المعلم عباس الزفر)
- زينات صدقي: (والدة نادية)
- عبد الوارث عسر: (والد نادية)
- رياض القصبجي: (الشاويش عطية)
- ملك الجمل: (الخاطبة)
- ليلى كريم: (شوشو حبيبة منير)
- زينات علوي: (الراقصة)
- ليلى حمدي: (زوجة عباس الزفر)
- محمود لطفي: (من دغدغ رجب)
- ماري باي باي: (زوجة عباس الزفر)
- حسين إسماعيل: (أحد رجال المعلم عباس)
- الطوخي توفيق: (أحد رجال المعلم عباس)
- حسن حامد: (أحد رجال المعلم عباس)
- مطاوع عويس: (أحد رجال المعلم عباس)
- عبد المنعم إسماعيل: (أحد رجال المعلم عباس)
- عبد العظيم كامل: (الصحفي فريد منير)
- محسن حسنين: (بسطاويسي)
- عبد المنعم سعودي: (المحضر)
- طوسون معتمد: (أحد رجال المعلم عباس)
- عبد الحميد بدوي: (عريان)

## فريق العمل
- إخراج: فطين عبد الوهاب
- قصة: حسن توفيق
- سيناريو: حسن توفيق، السيد بدير
- حوار: السيد بدير
- مدير التصوير: عبد العزيز فهمي
- مونتاج: عطية عبده
- إنتاج: الشركة العربية للسينما، ممفيس فيلم
- توزيع: الشركة العربية للسينما
- موسيقى تصويرية: منير مراد

## روابط خارجية
- مقالات تستعمل روابط فنية بلا صلة مع ويكي بيانات